# Södermanlands runinskrifter 167
Runinskrift Sö 167 är ristad på en runsten i Landshammar, Spelvik socken och Nyköpings kommun, Rönö härad i Södermanland. Den står utmed vägkanten intill ett större gravfält och snett emot Landshammars ladugård.

## Stenen
Stenens motiv består av en ormslinga i fågelperspektiv och slingorna med runtext hänger likt hårflätor kring ett mänskligt, något groteskt ansikte, förmodligen en sorts ansiktsmask som användes vid rituella danser och liknande, men i det här fallet skulle den i avskräckande syfte skydda minnesmärket. Vad masken symboliserar är omdiskuterat, möjligen kan det vara Oden. Ett av Odens många noanamn är Grimnir med betydelsen den maskförsedde.
Under ansiktet är texten ristad med kvistrunor och på stenens kortsida täcks större delen av ytan med ett ring- och stavkors i Ringerikestil. Den från runor translittererade och översatta inskriften följer nedan:

## Inskriften
Translitterering av runraden:
uiniutr : raisþi : stain : at : kuþmunt · sun · sin trik · kuþan
Normalisering till runsvenska:
Viniutr ræisþi stæin at Guðmund, sun sinn, dræng goðan.
Översättning till nusvenska:
Vinjut reste stenen efter Gudmund, sin son, en god ung man.
Intill Sö 167 finns fragmentet från en helt annan runsten Sö 168 som hittades 1942 under golvet i Landshammars huvudbyggnad. Texten på fragmentet lyder "... reste denna sten efter Vinjut(?), sin fader". De båda stenarna har således tillhört samma familj.

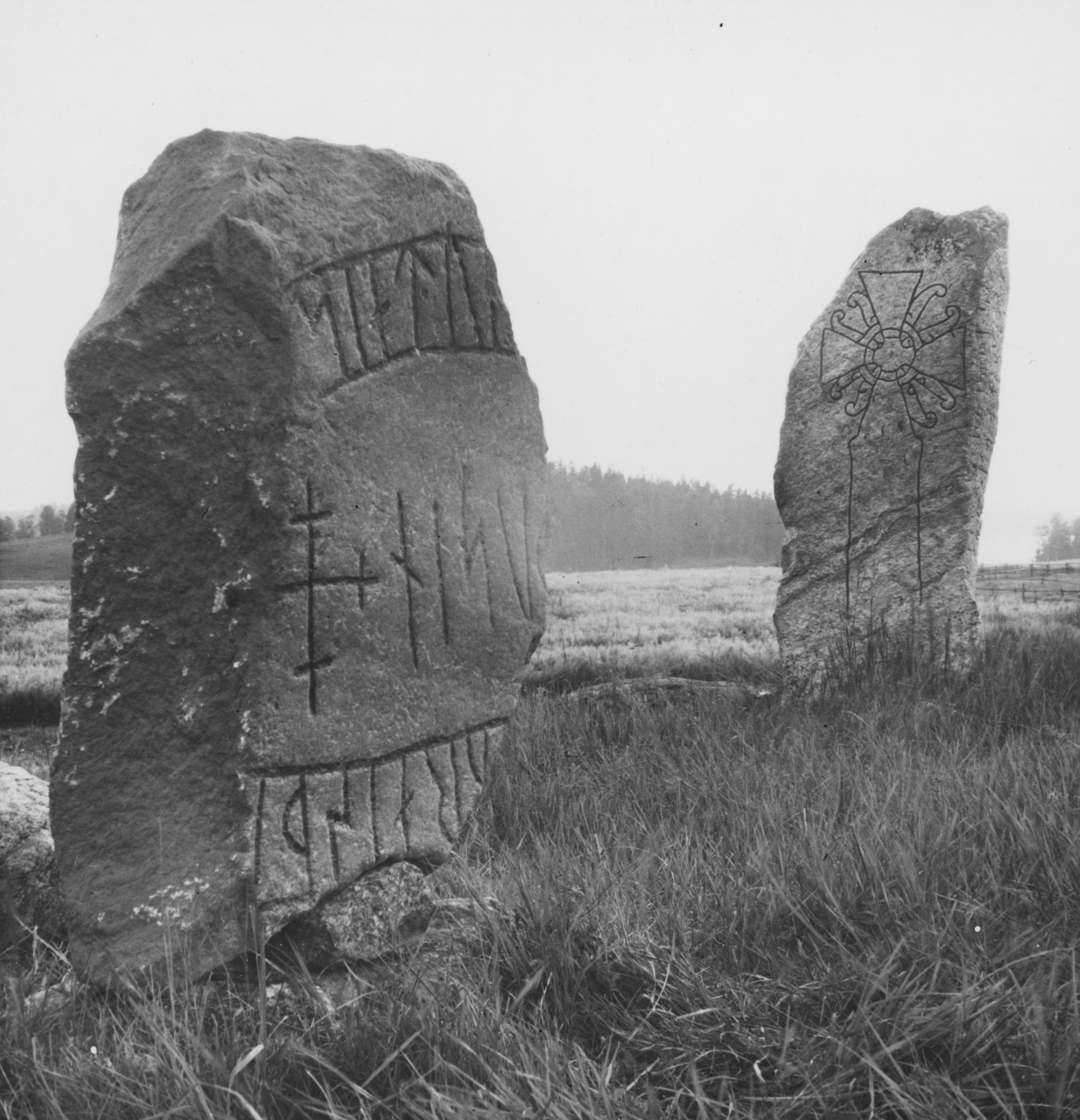
Sö 168 och Sö 167 med sida täckt med ett ring- och stavkors.